# Folieus levermos

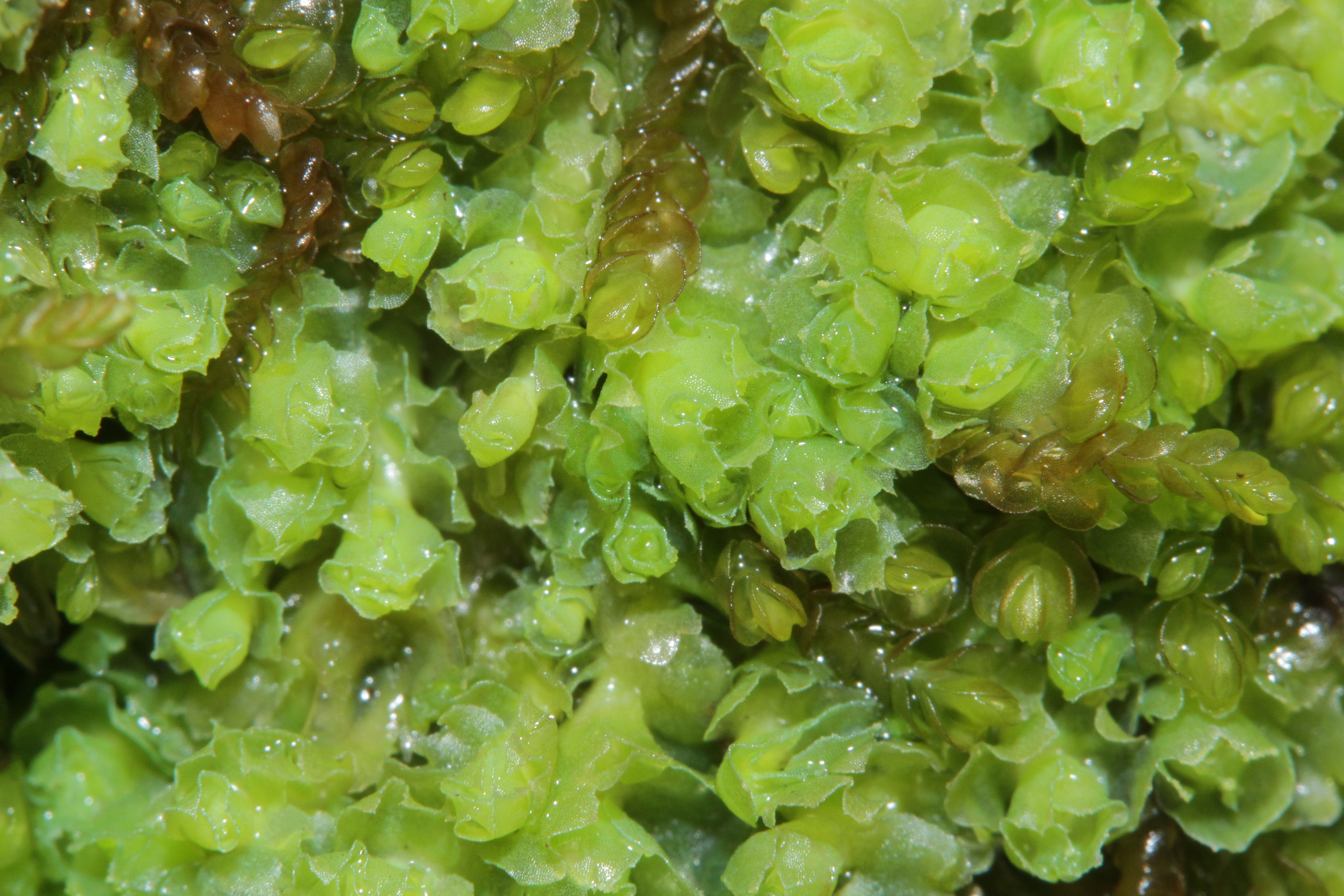
Close-up van een mat met twee folieuze levermossoorten: getand trapmos en echt vleugelmos (beide in vegetatieve toestand).

Een folieus levermos ofwel bebladerd levermos is een levermos waarvan het plantenlichaam bestaat uit liggende of opstijgende (zelden rechtopstaande) bebladerde stengels. De bladeren van levermossen (en van bladmossen) worden fylloïden genoemd, omdat duidelijk verschillen van de bladeren van zaadplanten en varens.
Binnen de levermossen wordt er naast de folieuze levermossen nog de groep van de thalleuze levermossen onderscheiden. De planten uit de laatstgenoemde groep vormen geen stengels of bladeren, maar soms wel bladachtige schubben aan de onderzijde van het thallus.
Enkele voorbeelden van deze groeivorm zijn: dwergwratjesmos, helmroestmos en kantmos.

## Habitus

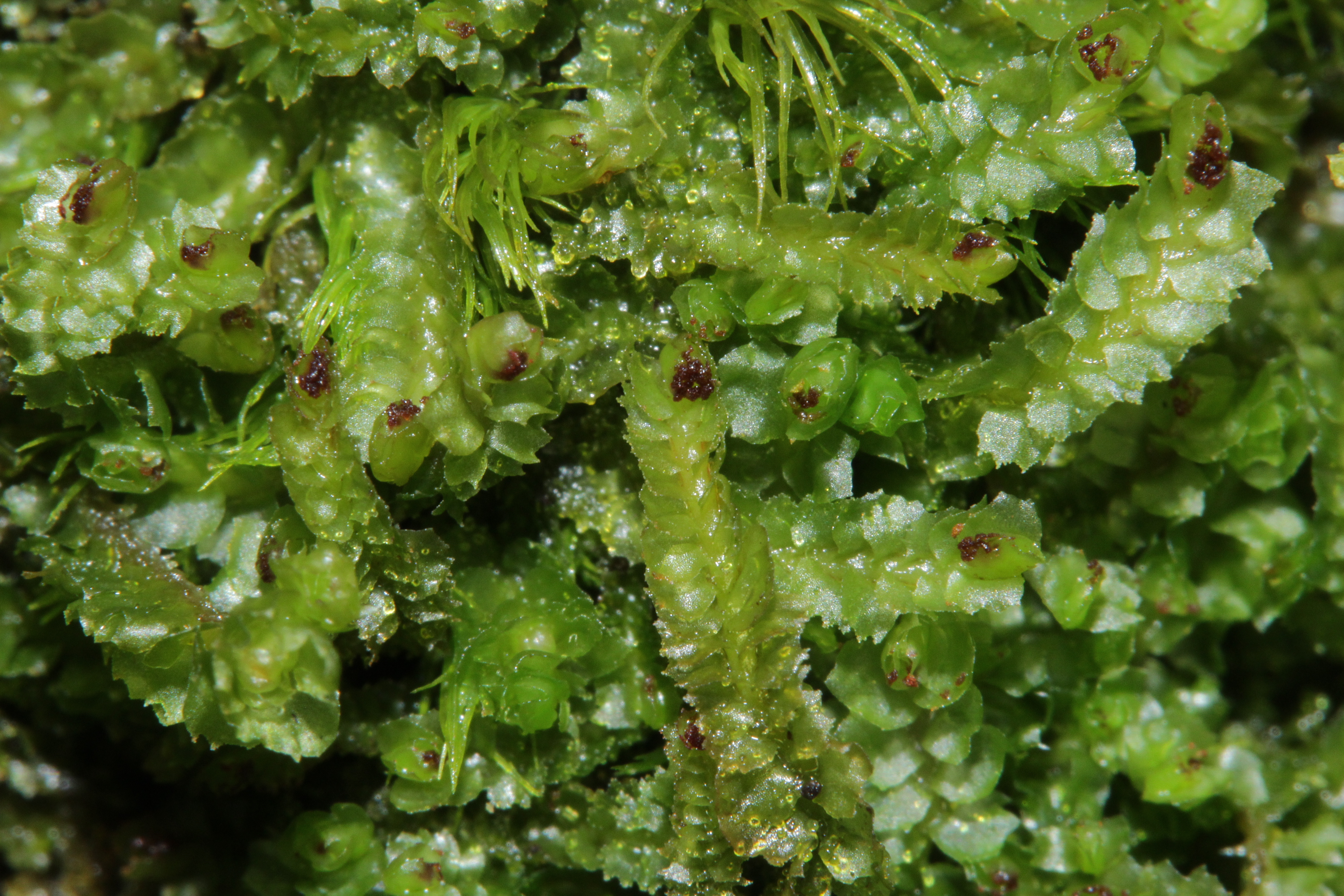
Gestekeld tandmos, een soort met op de stengeltop roodbruine broedkorrels.

Folieuze levermossen hebben meest een vorm die veel weg heeft van een afgeplatte mosplant. Ze vertonen gewoonlijk een dorsiventrale groeiwijze: de ventrale zijde (onderzijde) is naar het substraat gekeerd en de dorsale zijde (bovenzijde) is naar het licht gericht. De tegen het substraat gedrukte stengels hebben twee rijen aan de zijkant van de stengels ingeplante bladeren, en aan de onderzijde van de stengel tussen de rizoïden vaak nog een derde rij, de afwijkend gevormde wortelbladeren of amfigastriën. Bij de folieuze levermossen is er een grote variatie aan bladvormen, bladinplanting en bladstand. De meest voorkomende groeivorm bij folieuze levermossen is een mat.

## Bladeren

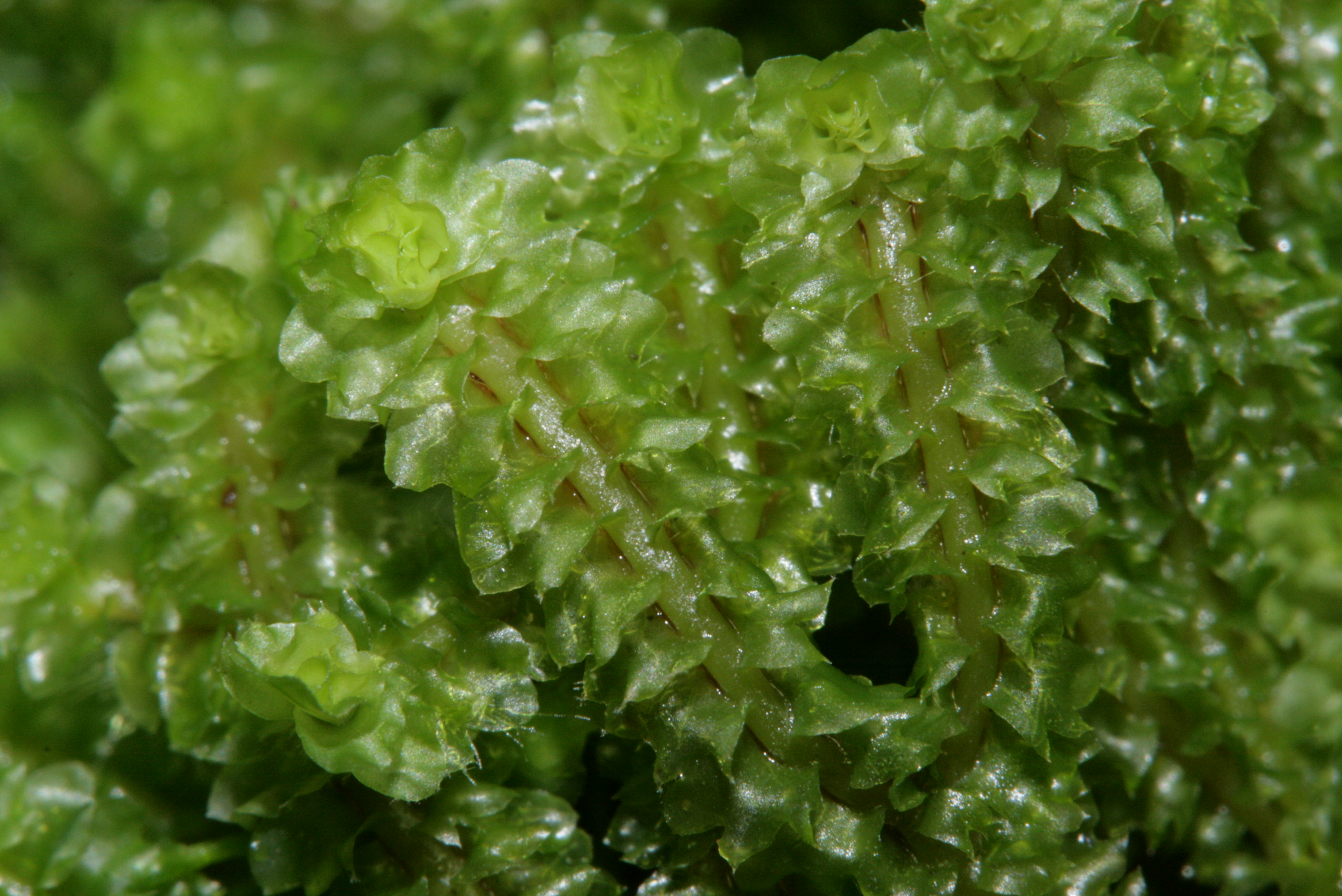
Groot gootmos, een soort met asymmetrische, drietoppige fylloïden.

De stengels zijn drierijig bebladerd en hebben twee gewoonlijk goed herkenbare zijdelingse rijen bladeren. De derde (onderste) rij is vaak wat kleiner of gereduceerd en soms niet meer aanwezig.
De inplanting van de bladeren op de stengel:
- de bladeren kunnen dwars (loodrecht) op de stengelrichting  zijn ingeplant.
- scheve inplanting:
  - bij de bovenliggende bladeren valt de voorrand van het oudere blad over de achterrand van het er aan grenzende nieuwere blad,
  - bij de onderliggende bladeren daarentegen ligt de voorrand van een blad onder de achterrand van het jongere blad,
- de bladeren kunnen overlangs (in de lengterichting) op de stengelrichting  zijn ingeplant.

De onderste rij afwijkend gevormde wortelbladeren of amfigastriën is meestal wat minder ontwikkeld dan de zijbladeren maar kan ook ontbreken. De kleine wortelbladeren staan tussen grote hoeveelheden rizoïden, die dienen voor de vasthechting aan de ondergrond. 
De bladeren van levermossen kunnen eentoppig zijn, aan de top uitgerand of duidelijk ingesneden en hebben dan vaak een goed ontwikkelde, samengevouwen onderlob en bovenlob die onderling in grootte kunnen verschillen. De bladeren hebben soms wimpers aan de bladrand. Ook kunnen de bladeren drie- of viertoppig zijn, of bestaan uit breekbare celdraden. Bij de Calobryales, een uit levermossen bestaande orde, staat het stengel rechtop en zijn de drie rijen (vrijwel) gelijkvormige bladeren.
De bladeren van de bebladerde levermossen zijn 1 cellaag dik. De cellen zijn isodiametrisch en dunwandig, soms zijn er trigonen: collenchymatische verdikkingen bij de celhoeken. Een nerf van meer dan een cellaag dik ontbreekt, hoogstens is er een 'schijnnerf' die bestaat uit langgerekte cellen. Bij levermossen komen olielichaampjes voor in de bladcellen, een voor planten uniek organel.

Folieuze levermossen
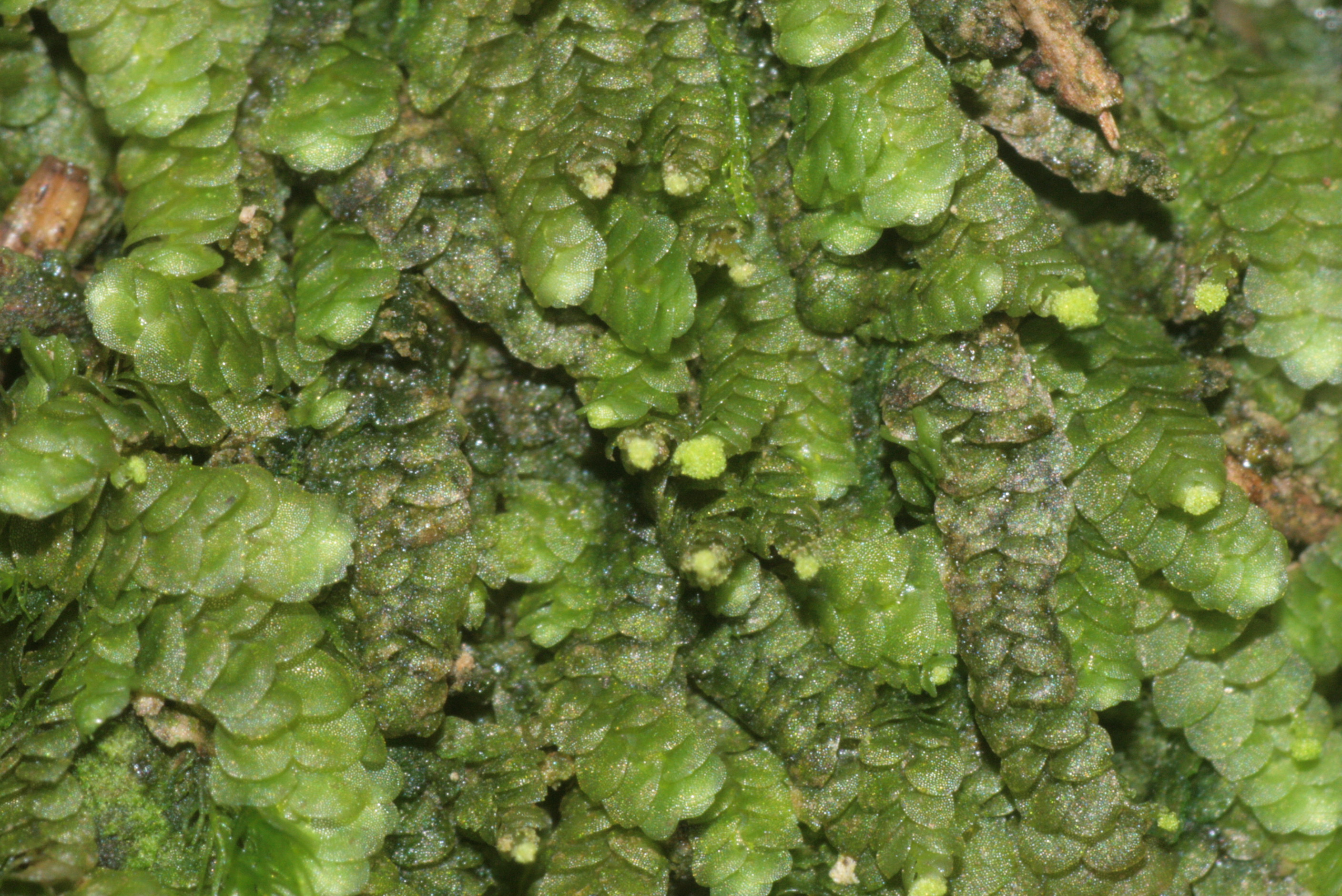
Gaaf buidelmos (Calypogeia muelleriana) met bovenliggende bladeren en met gemmen aan de stengeltop
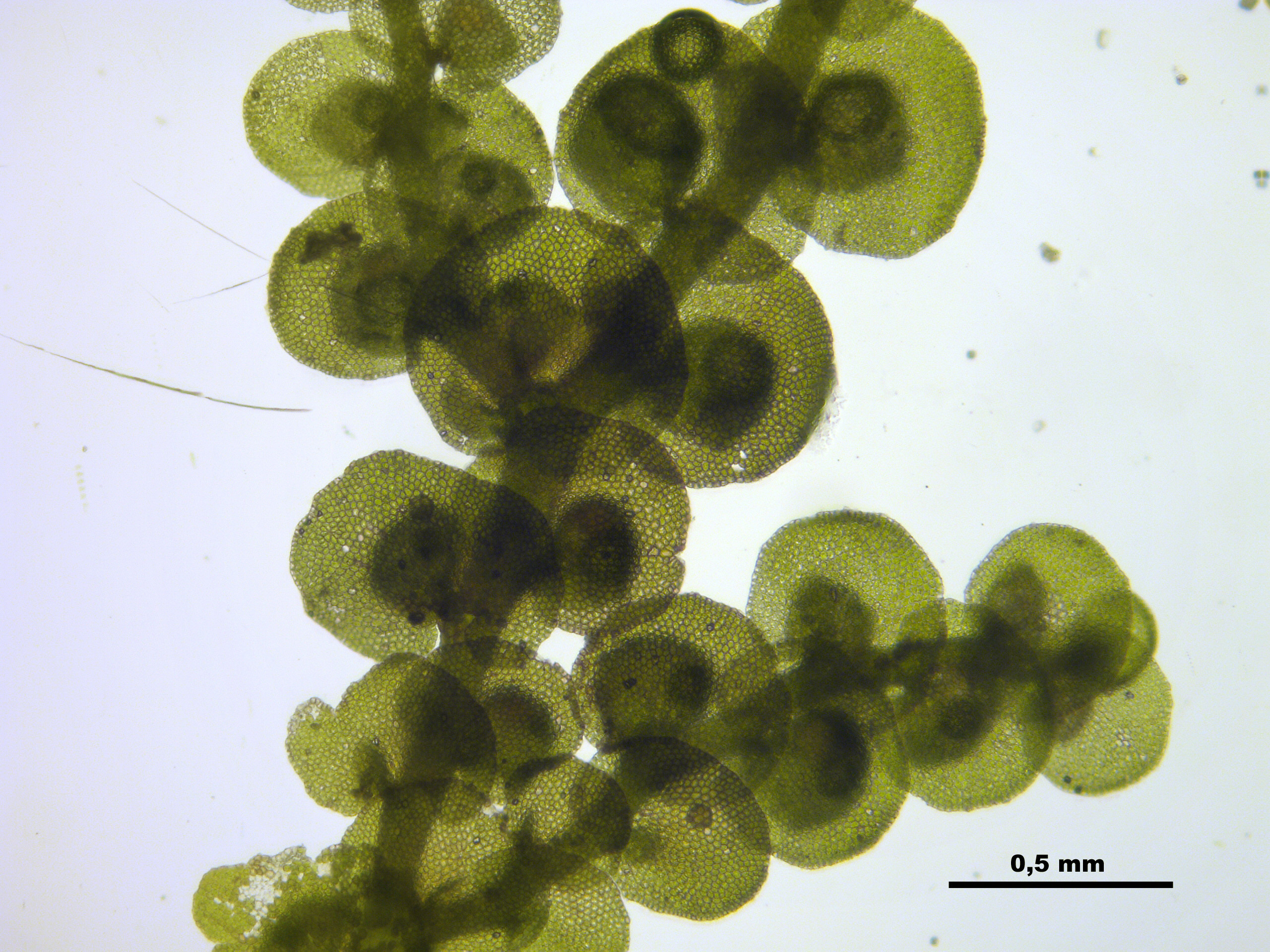
Helmroestmos (Frullania dilatata), onderaanzicht deel van stengel met bladeren
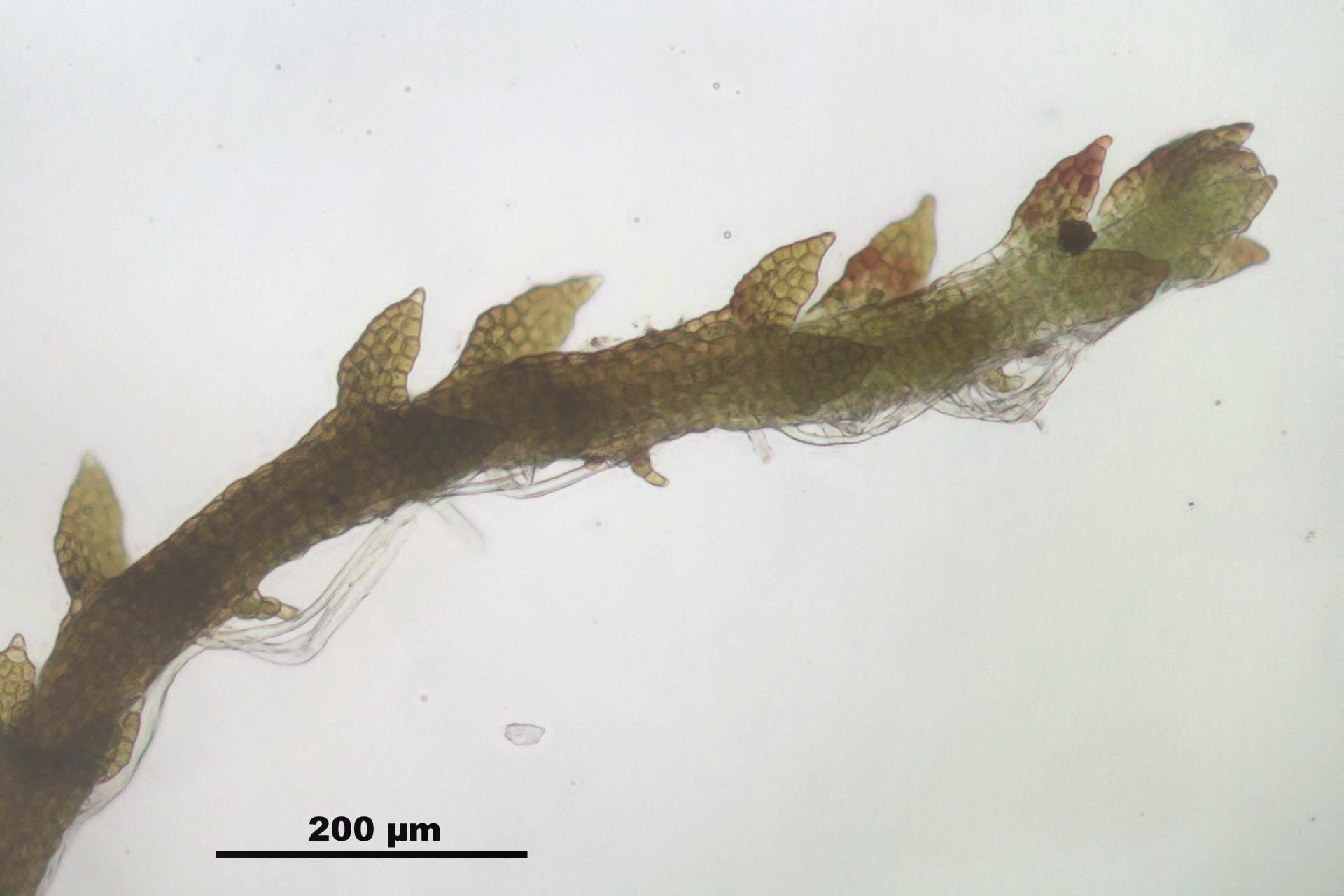
Gewoon draadmos (Cephaloziella divaricata), stengel met bladeren

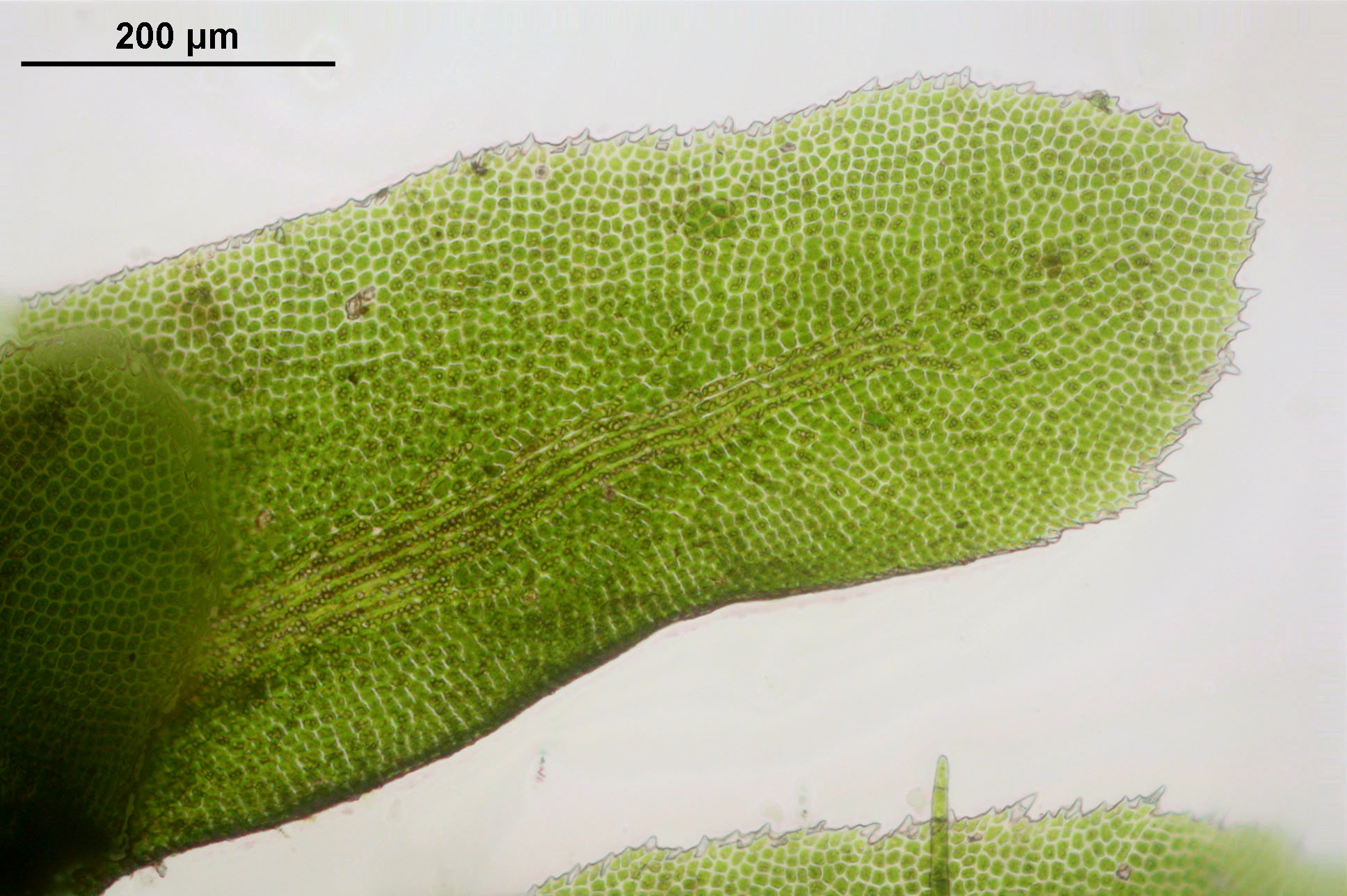
Nerflevermos (Diplophyllum albicans), blad met schijnnerf
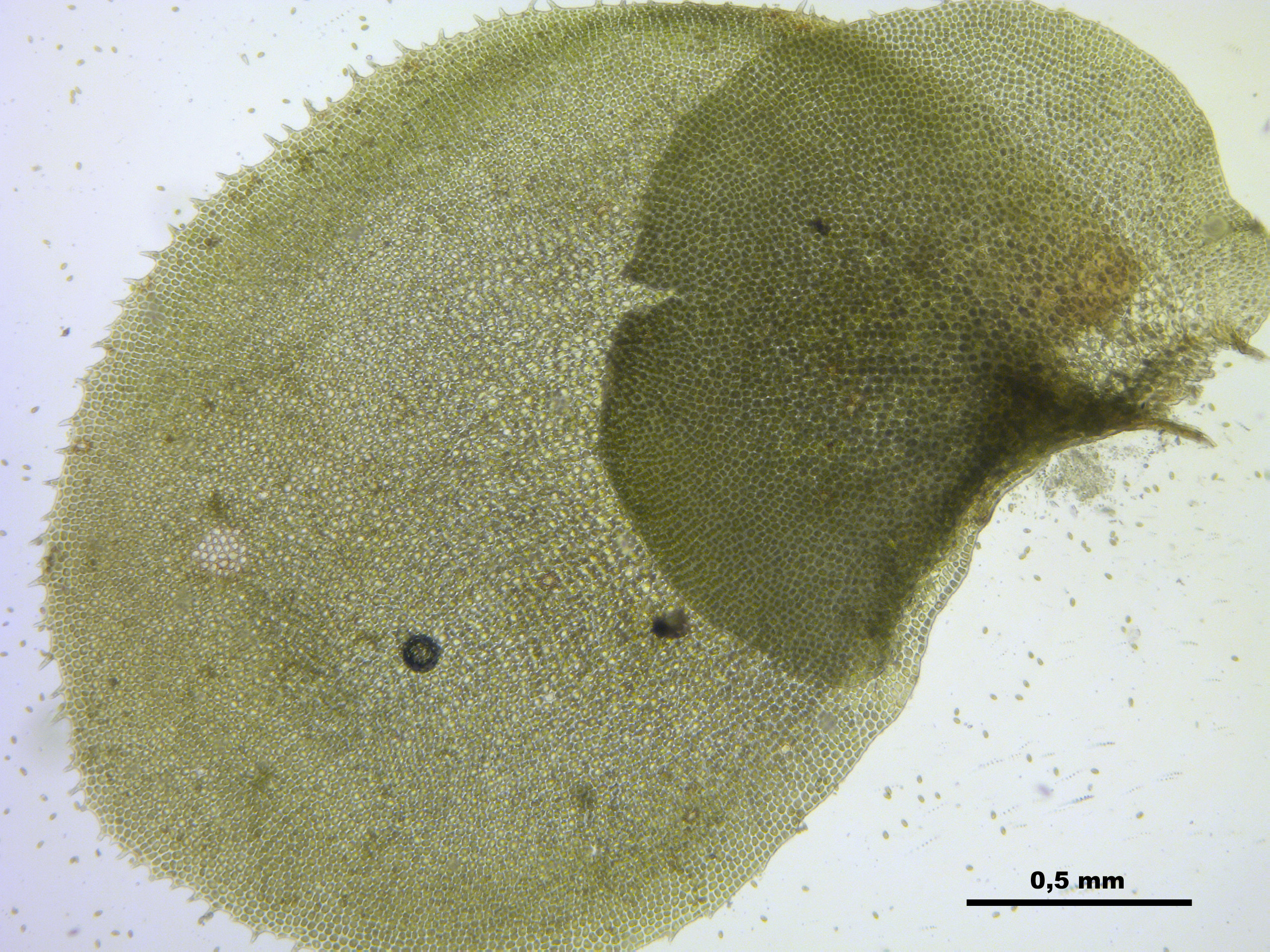
Bosschoffelmos (Scapania nemorea), blad met twee bladlobben
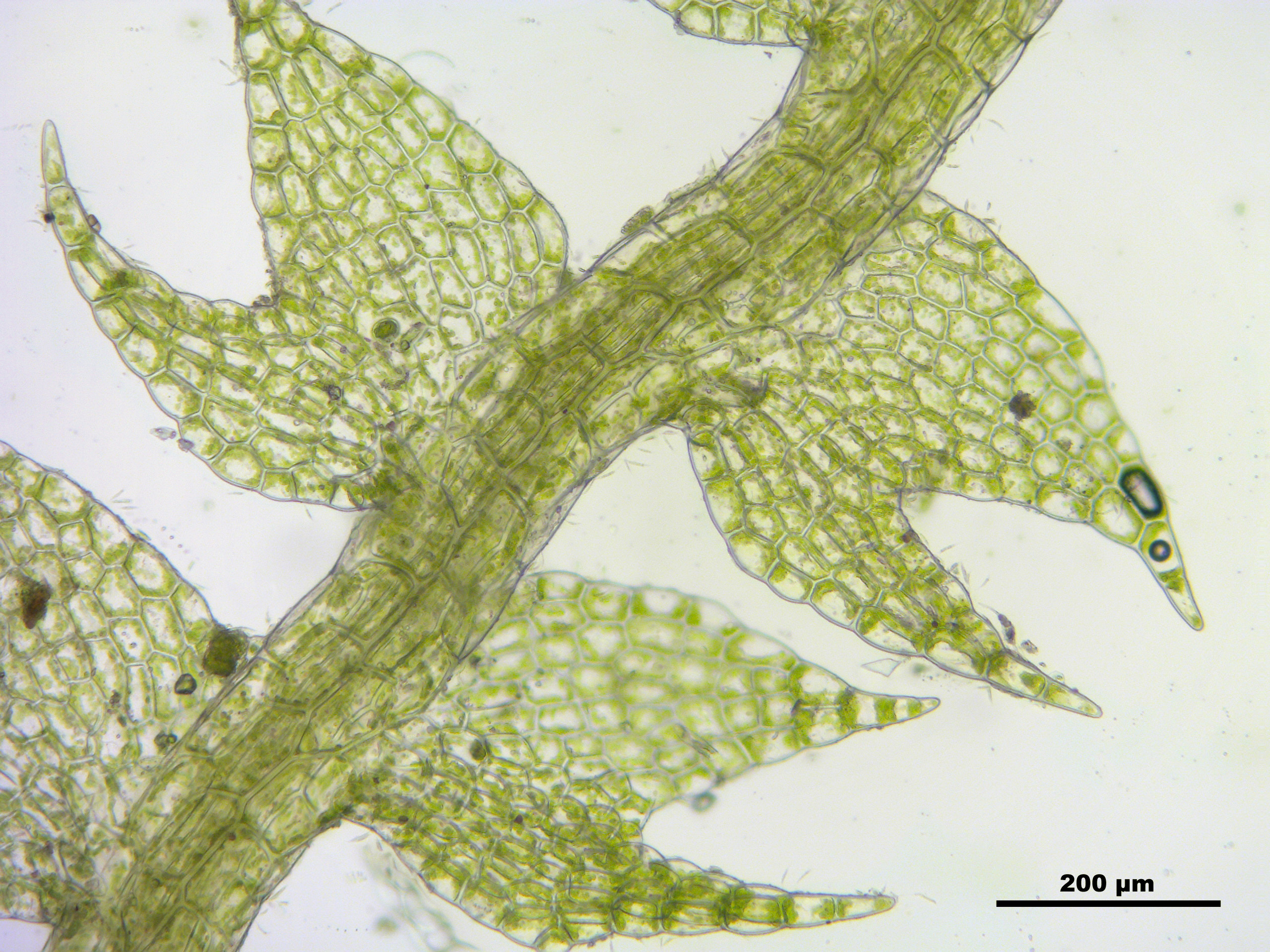
Gewoon maanmos (Cephalozia bicuspidata), stengel met tweelobbige bladeren

Bladcellen met olielichaampjes
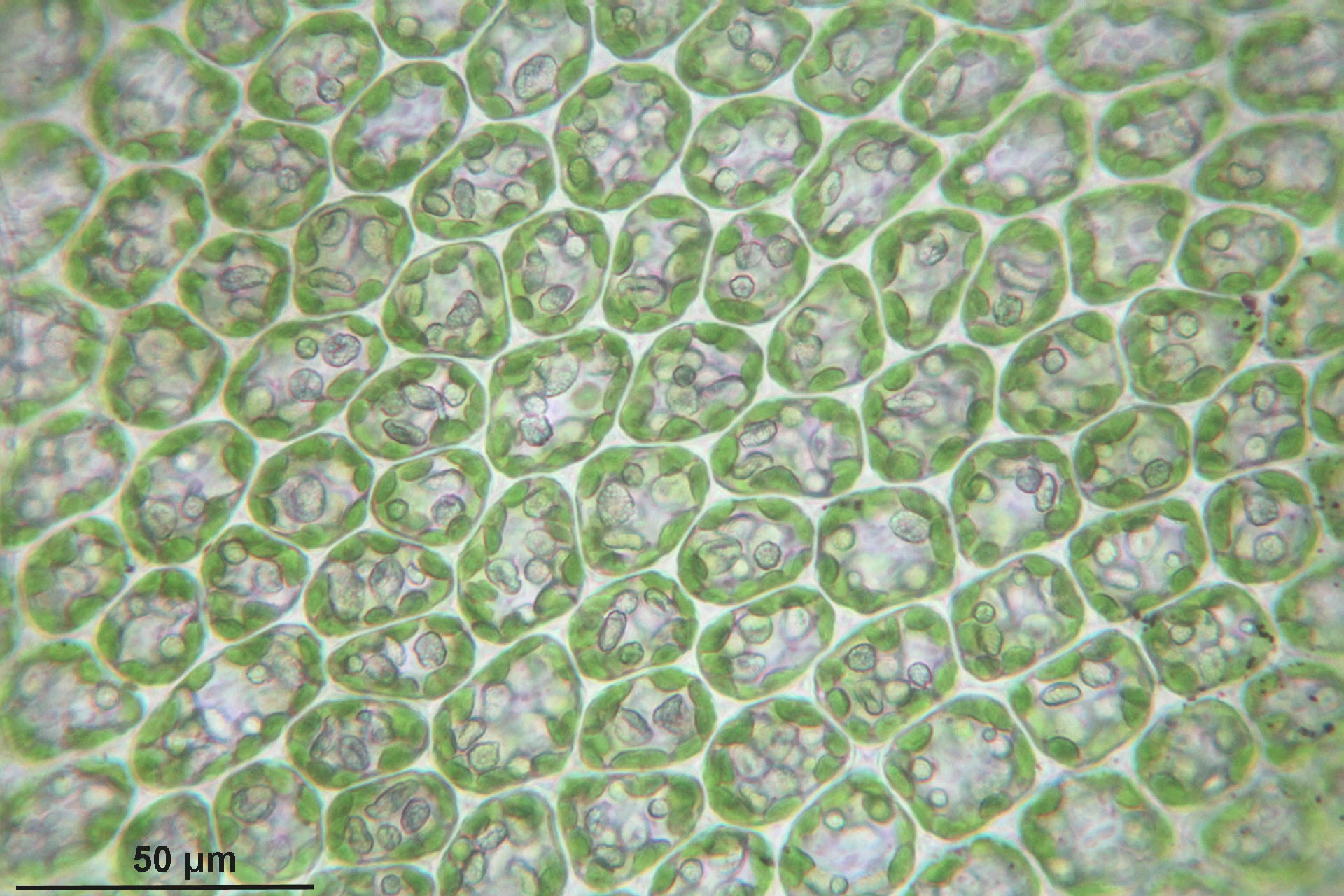
Groot gootmos (Tritomaria quinquedentata) laminacellen met chloroplasten en olielichaampjes, collenchymatische hoekverdikkingen van celwanden
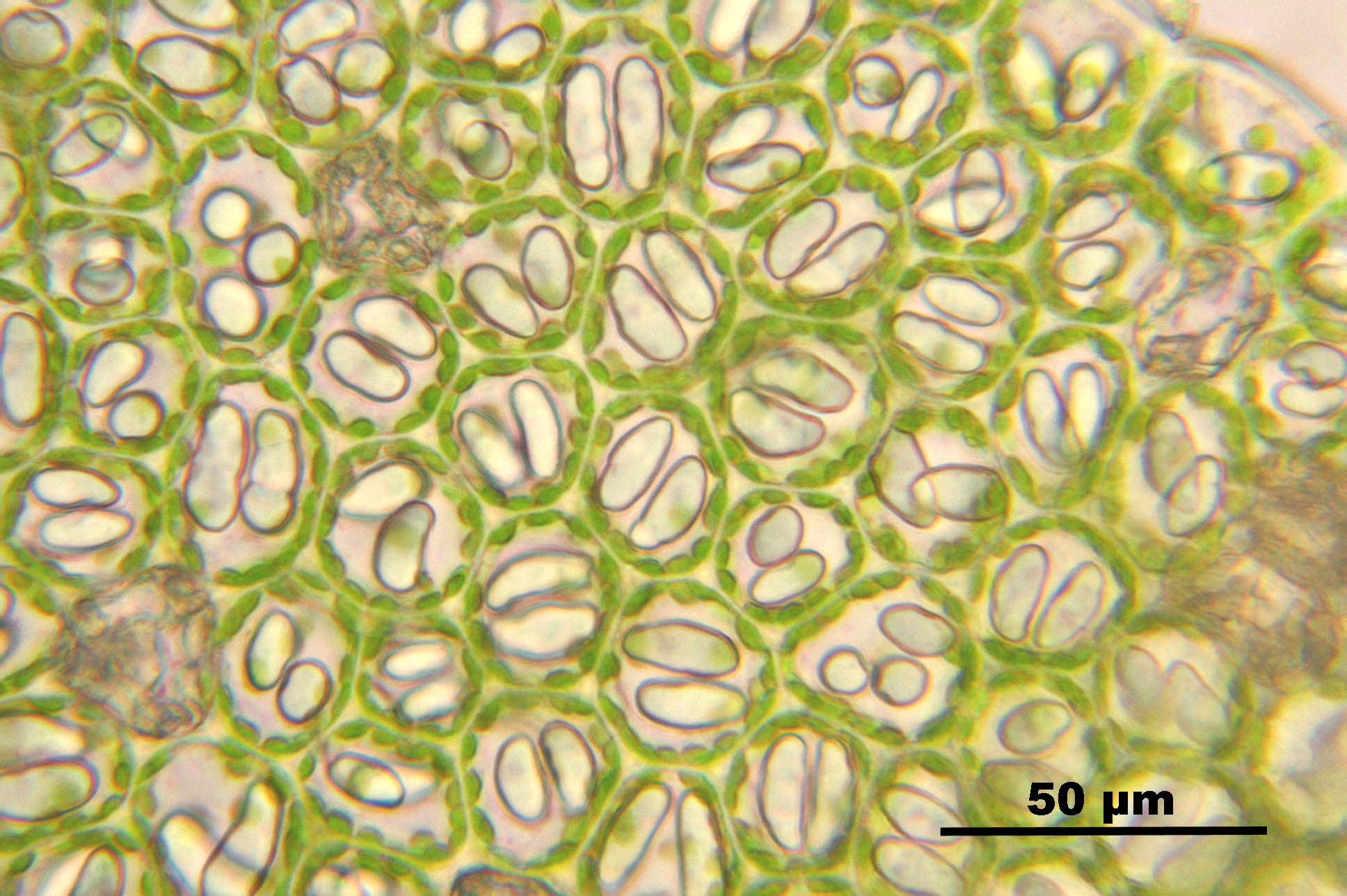
Echt vleugelmos (Nardia scalaris), bladcellen met chloroplasten tegen de celwand en met olielichaampjes, met hoekverdikkingen van celwanden
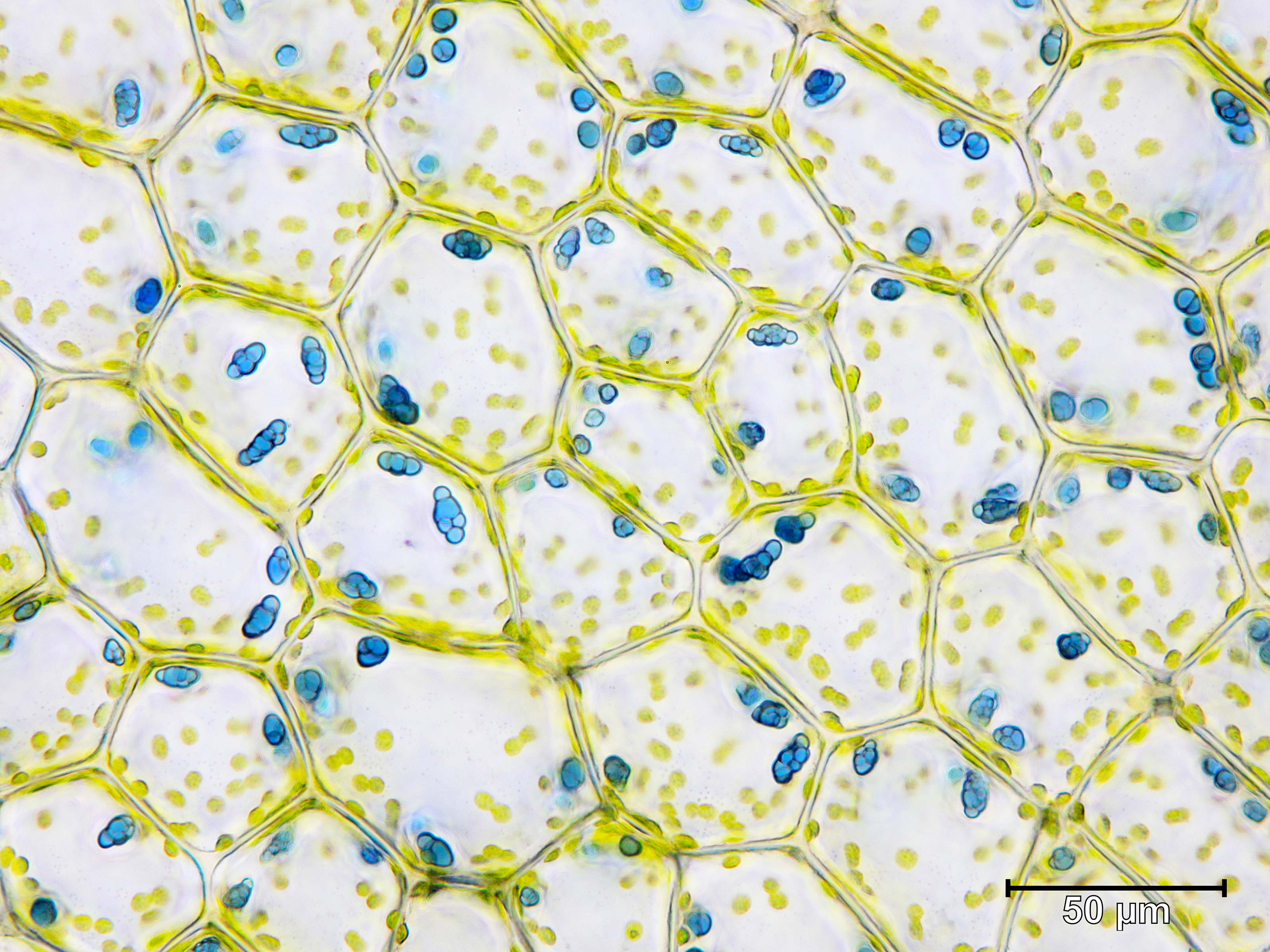
Blauw buidelmos (Calypogeia azurea) laminacellen met chloroplasten en blauwe olielichaampjes

## Terminologie
Omdat het plantje bij levermossen een haploïde gametofyt is en niet een diploïde sporofyt (zoals bij de vaatplanten) kan men niet spreken van echte bladeren, maar van fylloïden. Om dezelfde redenen moet men bij de stengels eigenlijk spreken van cauloïden. Dit geldt evenals voor de 'echte' mossen.